# Rutledge Wood
Rutledge Wood est un analyste en compétitions automobiles américain, né le 22 avril 1980 à Birmingham (Alabama), employé par la chaîne de télévision Fox Sports 1. Il coprésente avec Tanner Foust et Adam Ferrara l'émission Top Gear USA dont le premier épisode a été diffusé aux États-Unis le 21 novembre 2010. Jusqu'en 2013, il est également l'un des présentateurs de l'émission NASCAR Trackside. En 2013, Wood gagne la Toyota Celebrity Race (en).